# 전북창조경제혁신센터
전북창조경제혁신센터는 정부·지방자치단체·민간 간 협력을 통한 지역 초기 창업 생태계 실현 및 확산에 기여하기 위하여 설립된 재단법인이다. 전북특별자치도 전주시 덕진구 오공로 123(전북테크비즈센터 4층)에 있다.

## 관련 규정
- 창조경제 민관협의회 등의 설치 및 운영에 관한 규정[4]

## 연혁
- 2014년 11월 24일 전북창조경제혁신센터 개소[5]

## 기능
- 창조적이고 지속가능한 지역 창업생태계 활성화
- 탄소 수소 등 첨단소재 융복합산업 기업 육성
- 농생명바이오 분야 고부가가치 생성 기업 육성
- 전통문화·ICT 융합산업 등 K-컬쳐 기업 육성
- 청년창업, 지역창업, 기술창업 활성화
- 중기부 지정 전북특별자치도 지역창업전담기관
- 창업기관협의체 운영 등 창업허브 기능 수행

## 같이 보기
- 민관합동창조경제추진단
- 서울창조경제혁신센터
- 인천창조경제혁신센터
- 경기창조경제혁신센터
- 강원창조경제혁신센터
- 세종창조경제혁신센터
- 충북창조경제혁신센터
- 대전창조경제혁신센터
- 충남창조경제혁신센터
- 광주창조경제혁신센터
- 빛가람창조경제혁신센터
- 전남창조경제혁신센터
- 대구창조경제혁신센터
- 경북창조경제혁신센터
- 부산창조경제혁신센터
- 울산창조경제혁신센터
- 경남창조경제혁신센터
- 제주창조경제혁신센터